# Melatoninski receptor 1B
Melatoninski receptor 1B (MTNR1B) je protein koji je kod ljudi kodiran MTNR1B genom.

## Funkcija
MT2 protein je jedan od dve forme receptora sa visokim afinitetom za melatonin, primarni hormon epifize. On je integralni membranski protein koji je G protein spregnuti receptor, 7-transmembranski receptor. On je prisutan prvenstveno u retini i mozgu. Smatra se da on učestvuje u od svetla zavisnim funkcijama u retini i da posreduje neurobiološke efekte melatonina.

## Klinički značaj
Nekoliko studija je identifikovalo da su mutacije MTNR1B receptora vezane za povišeni prosečne nivoe krvnog šećera, i za oko 20 procenata povišen rizik razvoja tip 2 dijabetesa. MTNR1B iRNK je izražena u ljudskim Langerhansovim ostrvcima, i imunocitohemija potvrđuje da je prvenstveno lociran u beta ćelijama.

## ligandi
Sledeći MT2R ligandi su selektivni u odnosu na MT1R:
- Jedinjenje 3d: antagonist sa sub-nM afinitetom[6]
- Jedinjenje 18f: antagonist i jedinjenje 18g parcijalni agonist: sub-nM afinitet, >100-puta selektivniji u odnosu na MT1[7]
- Jedinjenje 14: antagonist[8]
- Jedinjenje 13: agonist[9]

## Literatura
- Brzezinski A; Brzezinski, Amnon (1997). „Melatonin in humans”. N. Engl. J. Med. 336 (3): 186—95. PMID 8988899. doi:10.1056/NEJM199701163360306.
- Reppert SM; Godson C; Mahle CD;  . (1995). „Molecular characterization of a second melatonin receptor expressed in human retina and brain: the Mel1b melatonin receptor”. Proc. Natl. Acad. Sci. U.S.A. 92 (19): 8734—8. PMC 41041 . PMID 7568007. doi:10.1073/pnas.92.19.8734.
- Reppert SM; Weaver DR; Ebisawa T;  . (1996). „Cloning of a melatonin-related receptor from human pituitary”. FEBS Lett. 386 (2–3): 219—24. PMID 8647286. doi:10.1016/0014-5793(96)00437-1.
- Niles LP; Wang J; Shen L;  . (2000). „Melatonin receptor mRNA expression in human granulosa cells”. Mol. Cell. Endocrinol. 156 (1–2): 107—10. PMID 10612428. doi:10.1016/S0303-7207(99)00135-5.
- Ebisawa T; Uchiyama M; Kajimura N;  . (2000). „Genetic polymorphisms of human melatonin 1b receptor gene in circadian rhythm sleep disorders and controls”. Neurosci. Lett. 280 (1): 29—32. PMID 10696804. doi:10.1016/S0304-3940(99)00981-7.
- Roy D; Angelini NL; Fujieda H;  . (2001). „Cyclical regulation of GnRH gene expression in GT1-7 GnRH-secreting neurons by melatonin”. Endocrinology. 142 (11): 4711—20. PMID 11606436. doi:10.1210/en.142.11.4711.
- Ayoub MA; Couturier C; Lucas-Meunier E;  . (2002). „Monitoring of ligand-independent dimerization and ligand-induced conformational changes of melatonin receptors in living cells by bioluminescence resonance energy transfer”. J. Biol. Chem. 277 (24): 21522—8. PMID 11940583. doi:10.1074/jbc.M200729200.
- Yuan L; Collins AR; Dai J;  . (2003). „MT(1) melatonin receptor overexpression enhances the growth suppressive effect of melatonin in human breast cancer cells”. Mol. Cell. Endocrinol. 192 (1–2): 147—56. PMID 12088876. doi:10.1016/S0303-7207(02)00029-1.
- Strausberg RL; Feingold EA; Grouse LH;  . (2003). „Generation and initial analysis of more than 15,000 full-length human and mouse cDNA sequences”. Proc. Natl. Acad. Sci. U.S.A. 99 (26): 16899—903. PMC 139241 . PMID 12477932. doi:10.1073/pnas.242603899.
- Slominski A; Pisarchik A; Zbytek B;  . (2003). „Functional activity of serotoninergic and melatoninergic systems expressed in the skin”. J. Cell. Physiol. 196 (1): 144—53. PMID 12767050. doi:10.1002/jcp.10287.
- Ayoub MA, Levoye A, Delagrange P, Jockers R (2004). „Preferential formation of MT1/MT2 melatonin receptor heterodimers with distinct ligand interaction properties compared with MT2 homodimers”. Mol. Pharmacol. 66 (2): 312—21. PMID 15266022. doi:10.1124/mol.104.000398.
- Gerhard DS; Wagner L; Feingold EA;  . (2004). „The status, quality, and expansion of the NIH full-length cDNA project: the Mammalian Gene Collection (MGC)”. Genome Res. 14 (10B): 2121—7. PMC 528928 . PMID 15489334. doi:10.1101/gr.2596504.
- Mazna P; Berka K; Jelinkova I;  . (2005). „Ligand binding to the human MT2 melatonin receptor: the role of residues in transmembrane domains 3, 6, and 7”. Biochem. Biophys. Res. Commun. 332 (3): 726—34. PMID 15913560. doi:10.1016/j.bbrc.2005.05.017.
- Ha E; Choe BK; Jung KH;  . (2005). „Positive relationship between melatonin receptor type 1B polymorphism and rheumatoid factor in rheumatoid arthritis patients in the Korean population”. J. Pineal Res. 39 (2): 201—5. PMID 16098099. doi:10.1111/j.1600-079X.2005.00237.x.
- Savaskan E; Jockers R; Ayoub M;  . (2007). „The MT2 melatonin receptor subtype is present in human retina and decreases in Alzheimer's disease”. Current Alzheimer research. 4 (1): 47—51. PMID 17316165. doi:10.2174/156720507779939823.
- Suzuki S; Masui Y; Ohnuki M;  . (2007). „Induction of metallothionein synthesis by cilostazol in mice and in human cultured neuronal cell lines”. Biol. Pharm. Bull. 30 (4): 791—4. PMID 17409522. doi:10.1248/bpb.30.791.
- Qiu XS; Tang NL; Yeung HY;  . (2007). „Melatonin receptor 1B (MTNR1B) gene polymorphism is associated with the occurrence of adolescent idiopathic scoliosis”. Spine. 32 (16): 1748—53. PMID 17632395. doi:10.1097/BRS.0b013e3180b9f0ff.

## Spoljašnje veze
- „Melatonin Receptors: MT2”. IUPHAR Database of Receptors and Ion Channels. International Union of Basic and Clinical Pharmacology. Архивирано из оригинала 03. 03. 2016. г.